# General Carneiro (Paraná)
General Carneiro is een gemeente in de Braziliaanse deelstaat Paraná. De gemeente telt 15.275 inwoners (schatting 2009).

## Aangrenzende gemeenten
De gemeente grenst aan Bituruna, Palmas, Porto Vitória, Água Doce (SC), Caçador (SC), Calmon (SC), Matos Costa (SC) en Porto União (SC).